# Flabellospora acuminata
Flabellospora acuminata är en svampart som beskrevs av Descals 1982. Flabellospora acuminata ingår i släktet Flabellospora, divisionen sporsäcksvampar och riket svampar.   Inga underarter finns listade i Catalogue of Life.